# پروتکل انتقال ابرمتن امن

مرورگرهای وب برای برقراری ارتباط با سرور وب اطلاعات خود را به صورت ساده و بدون رمزنگاری ارسال می‌کنند. برای انجام کارهای مهم مانند تراکنش‌های بانکی یا دسترسی و ذخیرهٔ اطلاعات شخصی، مرورگر و سرور وب هر دو باید اطلاعات ارسالی خود را به صورت رمزنگاری شده انتقال دهند. راه حل‌های اچ‌تی‌تی‌پی‌اس (HTTPS) و اس-اچ‌تی‌تی‌پی (S-HTTP) هر دو برای رفع مشکل رمزنگاری در اواسط دههٔ ۱۹۹۰ به‌وجود آمدند. شرکت نت‌اسکیپ و مایکروسافت از پروتکل اچ‌تی‌تی‌پی‌اس پشتیبانی کردند و این امر موجب شد که این پروتکل به عنوان پروتکل امنِ رایج برای ارتباطات وب مورد استفاده قرار بگیرد.

## تفاوت‌ها با اچ‌تی‌تی‌پی‌اس
اس-اچ‌تی‌تی‌پی تنها اطلاعات صفحه و اطلاعات ارسالی مانند فیلدهای پست شده (Post Fields) را رمزنگاری کرده و بقیهٔ محتویات بستهٔ اچ‌تی‌تی‌پی را بدون تغییر باقی می‌گذارد. به همین دلیل، اس-اچ‌تی‌تی‌پی می‌تواند به صورت هم‌زمان با اچ‌تی‌تی‌پی و بر روی یک شمارهٔ درگاه (مثلاً همان درگاه شمارهٔ ۸۰) مورد استفاده قرار بگیرد. در این بسته‌ها، سرآیندهای بسته مشخص می‌کنند که محتویات رمزگزاری شده‌است یا خیر.
برخلاف این پروتکل، اچ‌تی‌تی‌پی‌اس تمامی بسته را به کمک امنیت لایه انتقال (SSL/TSL) رمزنگاری می‌کند. بنابراین رمزنگاری پیش از ارسال هرگونه سرآیند آغاز می‌شود. لذا برای جلوگیری از پیچیده شدن و از بین رفتن ابهامات، از شمارهٔ درگاه جداگانه (معمولاً ۴۴۳) و یک پروتکل جدا در آدرس یوآرآی (URI) استفاده می‌کند. (آدرس‌ها با https:// آغاز می‌شوند)
در اس-اچ‌تی‌ت‌پی نشانی وب مورد درخواست در سرآیندهای بدون رمزنگاری ارسال نمی‌شود. در این سرآیندها جای نشانی وب خالی گذاشته می‌شود. این اطلاعات به همراه تعداد دیگری از سرآیندها نیز در قسمت رمزگذاری شده قرار می‌گیرند. این در حالی است که در اچ‌تی‌تی‌پی‌اس تمامی سرآیندها رمزگذاری می‌شوند.